# Вуковићи (Милићи)
Вуковићи су насељено мјесто у општини Милићи, Република Српска, БиХ. Према попису становништва из 1991. у насељу је живјело 219 становника.

## Становништво
| Демографија | Демографија | Демографија |
| Година      | Становника  | Становника  |
| ----------- | ----------- | ----------- |
| 1961.       | 210         |             |
| 1971.       | 190         |             |
| 1981.       | 213         |             |
| 1991.       | 219         |             |

## Знамените личности
- Миленко Аврамовић (1959), официр Војске Републике Српске и ЈНА, књижевник[2]